# نواف الظفیری
نواف الظفیری (عربی: نواف الظفيري؛ زادهٔ ۱۶ ژوئیهٔ ۱۹۷۱) بازیکن فوتبال اهل کویت بود.
وی همچنین در تیم ملی فوتبال کویت بازی کرده‌است.